# Cosmos (sistema operativo)
Cosmos è un sistema operativo open source scritto in C#. Include inoltre un compilatore (IL2CPU) per convertire il (.NET) bytecode del Common Intermediate Language in istruzioni native. Il sistema operativo è compilato insieme con un programma utente e le librerie associate usando il compilatore IL2CPU per creare un binario scritto in linguaggio macchina stand-alone e avviabile. Il binario può essere avviato da un floppy disk, una chiavetta USB, CD-ROM o dentro una macchina virtuale. L'architettura supportata è x86, ma molte altre destinazioni sono state pianificate, e sebbene il sistema sia mirato al C#, possono essere usati la maggior parte dei linguaggi conformi a .NET (il linguaggio deve essere compilato puramente in CIL senza usare P/Invoke). Cosmos è principalmente destinato all'uso con il .NET Framework di Microsoft, comunque in futuro potrà essere anche compilato usando Mono.
Come citato nel sito web, Cosmos è un acronimo per C# Open Source Managed Operating System. Il nome è stato scelto prima di dargli un significato: infatti tutti i linguaggi .NET possono essere utilizzati (non solo C#) per sviluppare Cosmos. Non è tra gli obiettivi di Cosmos essere un sistema operativo completo, ma piuttosto un set di strumenti per permettere gli altri sviluppato di costruirsi semplicemente i propri sistemi operativi, o come uno dei leader del progetto preferisce dire, di agire come assemblatore di "mattoncini LEGO", ognuno dei quali rappresenta una caratteristica del sistema operativo. Può anche agire come un layer di astrazione hardware (HAL), nascondendo molto le strutture interne costituenti la logica dell'hardware allo sviluppatore.
La maggior parte del lavoro su Cosmos consiste nello sviluppo di un'interfaccia di rete per il sistema: il sistema già supporta alcune schede di rete e qualche caratteristica del protocollo TCP/IP. Sono disponibili due versioni di Cosmos: la più aggiornata proviene dal codice sorgente su repository di Github mentre l'altra versione è disponibile per tutti (conosciuta come User Kit). Il codice disponibili su Github è indicato per chiunque voglia aiutare lo sviluppo del Kernel mentre l'user kit è progettata per chiunque voglia usare solamente Cosmos per svilupparsi il proprio sistema operativo. Per qualche tempo prima della release della Milestone3, è stato raccomandato a tutti gli utenti di scaricare il codice sorgente da Codeplex, siccome la precedente Milestone 2 era diventata obsoleta.
Cosmos usa il bootloader Limine, ma precedentemente è stato anche usato GRUB e Syslinux.

## Scrivere codice su Cosmos
Un sistema operativo scritto su Cosmos nasce come un progetto basato su .NET (precisamente un'applicazione per console). Prima di tutto, lo sviluppatore deve selezionare l'apposito template Cosmos e da qui selezionare quale linguaggio utilizzare per scrivere il Sistema Operativo (attualmente C#, VB.NET e F# sono supportati). La Classe kernel mette a disposizione 2 metodi BeforeRun() e Run(). In BeforeRun() va scritto il codice che viene eseguito prima che il kernel parta per esempio:
```
protected
 
override
 
void
 
BeforeRun
()

{

   
// Write you inizialization code here

   
Console
.
WriteLine
(
"Cosmos booted successfully. Type a line of text to get it echoed back."
);

}

```

Nel metodo Run() invece va scritto il codice proprio del Sistema Operativo tipicamente per esempio:
```
protected
 
override
 
void
 
Run
()

{

    
// Write your OS code here...

    
Console
.
Write
(
"Input: "
);

    
var
 
input
 
=
 
Console
.
ReadLine
();

    
Console
.
Write
(
"Text typed: "
);

    
Console
.
WriteLine
(
input
);

    
//Add further code here...

}

```

Il codice dentro il metodo Run() sarà eseguito dentro a un loop del Kernel di Cosmos non è necessario scrivere while(true) o altri costrutti per creare un loop infinito (e potrebbe anche essere dannoso perché il resto del Kernel non potrebbe girare).
In un sistema operativo pratico, lo sviluppatore sostituirà // Write your OS code here... con il codice del suo sistema operativo. Questo codice può usare ogni oggetto presente nella libreria del .NET Framework supportati da Cosmos (o si crea una traduzione dell'oggetto nel codice macchina tramite costrutti chiamati Plugs). Inoltre può chiamare una delle librerie incluse in Cosmos.

### Il Cosmos User Kit e Visual Studio
Il Cosmos User Kit è una parte di Cosmos progettata per rendere Cosmos semplice da usare per gli sviluppatori che usano Microsoft Visual Studio. Appena installato, l'utente può creare un nuovo tipo di progetto. chiamato Cosmos Project. Esso consiste in una versione modificata del template della applicazione per console, che usa il compilatore IL2CPU e lo scheletro del codice di avvio viene già aggiunto.

## Compilare un progetto
Una volta che il codice è completo, un utente potrà compilare l'intero progetto usando il compilatore .NET preferito. Così si convertirà il codice sorgente costituente l'applicazione (scritta in C# o altro linguaggio .NET) nel Common Intermediate Language (CIL), il linguaggio nativo del .NET Framework. In Visual Studio questo avviene semplicemente il tasto Start il che provvederà a compilare il codice, convertito in assembler attraverso IL2CPU e far partire VmWare Player con il Sistema Operativo appena creato. È possibile selezionando le proprietà del progetto scegliere come avviare il progetto - tramite emulatori come Bochs, Virtual PC e VMWare, scrivere il sistema su immagine ISO che può essere masterizzato su CD-ROM e usato come Live Cd, o tramite avvio di rete PXE - insieme alle impostazioni per il debug usando il debugger fornito con Cosmos, e varie altre impostazioni.

### Opzioni per il debug
Cosmos offre varie opzioni per scegliere come eseguire il debug del sistema operativo.

#### Virtualizzazione
Cosmos permette agli utenti di avviare il proprio sistema operativo nell'ambiente virtualizzato usando una macchina virtuale. Ciò permette allo sviluppatore di testare il sistema nel proprio computer senza la necessità di riavviare, dando i vantaggi di non richiedere hardware aggiuntivo e permette allo sviluppatore di rimanere nel suo ambiente operativo (IDE). Cosmos permette l'utilizzo di 3 emulatori: Bochs è un emulatore gratuito. VMWare è un altro emulatore, commerciale, scaricabile dal sito di VmWare. Siccome Cosmos può essere inserito all'interno di un'immagine ISO, può essere avviato anche su qualsiasi altro emulatore che supporta l'avvio da ISO avviabile (esempio, Hyper-V).
Un'altra caratteristica disponibile con Bochs è il debugger che permette all'utente di seguire direttamente attraverso il codice sorgente, similmente come il debugger di Visual Studio mentre il sistema gira su Bochs. Questo avviene grazie all'aggiunta di codice all'interno del sistema operativo creato, che permette di comunicare con il debugger di Cosmos attraverso una rete virtuale.

#### Immagine disco
Questa opzione scrive il sistema operativo in un'immagine ISO, che può essere caricata in alcuni emulatori (come Virtual PC) o masterizzata su CD-ROM e avviata nativamente su un hardware fisico.

#### Avvio tramite rete PXE
Questa opzione permette al sistema operativo di essere avviato nativamente senza ricorrere ad un software di virtualizzazione. I dati sono inviati tramite una rete LAN al terminale client. È richiesto l'utilizzo di due terminali - uno come terminale client (nel quale il sistema sarà avviato) e l'altro come terminale server (solitamente il terminale dello sviluppatore). Richiede anche una rete tra i due terminali, e il terminale client deve avere una scheda di rete e un BIOS che sia capace di avviare tramite PXE.

### Cosmos Assembler
Il team del progetto Cosmos ha anche creato un assembler che sarà il principale per il progetto. Comunque, è ancora lento e inefficiente, perciò si sta usando invece l'assembler NASM.